# Хартвиг III фон Грьоглинг
Хартвиг III фон Грьоглинг (на немски: Hartwig III Graf von Grögling; † сл. 1139) от стария баварски благороднически род Хиршберги, е граф на Грьоглинг (днес част от Дитфурт ан дер Алтмюл) в Бавария, граф на Глон (1130), фогт на манастир Айхщет (1122), фогт на Планкщетен в Берхинг (1136).

## Произход и управление
Той е син на граф Ернст I фон Грьоглинг и Отенбург († 1096/1098) и първата му съпруга Рихлинд († сл. 1068), дъщеря на Хартвиг фон Айхщет и Авиза. Внук е на Алтман граф при Фрайзинг († 1039/1047). Брат е на Гебхард II фон Грьоглинг († 1149), епископ на Айхщет (1125 – 1149).
Баща му се жени втори път 1078 г. за принцеса Луитгард фон Церинген († 1119), вдовица на Диполд II фон Фобург, маркграф в Нордгау († 1078). Така той е полубрат на Диполд III фон Фобург (1075 – 1146), баща на Адела, омъжена през 1147 (разведена 1153) за Фридрих I Барбароса.
Резиденцията му е водният замък Грьоглинг на Алтмюл. Графовете фон Грьоглинг са наричани също графове фон Хиршберг.
Хартвиг III и братята му Ернст II фон Креглинг († сл. 1130), граф на Хиршберг и Креглинг, и епископ Гебхард II фон Грьоглинг основават през 1129 г. бенедиктинския манастир Планкщетен в Берхинг.

## Фамилия
Хартвиг III фон Грьоглинг се жени сл. 1172 г. за фон Майнц, дъщеря на бургграф Герхард фон Майнц († сл. 1127) и графиня Хедвиг фон Близкастел, дъщеря на граф Готфрид I фон Близкастел († сл. 1098). Те имат двама сина:
- Герхард I фон Хиршберг († ок. 1170/пр. 1188), граф на Хиршберг, граф на Грьоглинг (1140), граф на Долнщайн (1149), женен ок. 1160 г. за София фон Зулцбах († сл. 11 август 1227)
- Гебхард I фон Отенбург († ок. 1158), граф на Грьоглинг